# اسما آل ثانی
اسماء آل ثانی ورزشکار رشته کوهنوردی اهل قطر است که به عنوان نخستین زن قطری فاتح قله اورست شناخته می‌شود. او همچنین به قله‌های  لوتسه ،  و ماناسلو صعود کرده. اسما آل ثانی نخستین شهروند قطر است که به قطب شمال سفر کرده است. او مدیر روابط عمومی کمیته المپیک قطر و از اعضای خانواده سلطنتی قطر است. اسما آل ثانی از سوی مجله گرازیا به عنوان زن سال معرفی شده است. عمده شهرت این وزرشکار قطری به دلیل دو صعود موفق به اورست و سفر به دو قطب کره زمین است. همچنین از او به عنوان نخستین زن خاورمیانه که به هفت قله مرتفع جهان صعود کرده است یاد می‌شود.

## زندگی ورزشی
اسما آل ثانی تمرینات حرفه‌ای خود در رشته کوهنوردی را در سال ۲۰۱۳ آغاز کرد   در سال ۲۰۱۴ به عضویت تیم زنان قطر برای فتح قله کلیمانجارو درآمد و نخستین صعود خارجی خود را تجربه کرد. اسما آل ثانی در سال 2018 اولین فرد قطری بود که به قطب شمال سفر کرد و پرچم کشورش را در آنجا به احتزاز درآورد. او بخشی گروه اعزامی اروپایی-عربی زنان بود که توسط فلیسیتی استون  هدایت می‌شد. استون اولین زنی بود که سفر به سراسر قطب جنوب را تجربه کرده بود. پس از این سفر اسما آل ثانی توسط مجله گرازیا به عنوان «زن سال قطر» معرفی شد.
او در سال ۲۰۲۱ اولین زن قطری بود که به قله اما دبلام صعود کرد. اسما آل ثانی در همان سال کوه البروس در روسیه و داولاگیری و ماناسلو در نپال را فتح کرد. او همچنین اولین زن قطری بود که به قله اما دبلام در نپال رسید. او در ژانویه 2022 به کوه وینسون صعود کرد  در 2022 که به کانگچن جونگا صعود کرد.

## شهرت
اسما آل ثانی عضو خاندان سلطنتی قطر است و اغلب با عنوان «شیخه اسما آل ثانی» شناخته می‌شود. از او به دلیل صعودهای متعدد به قله‌های صعب العبور به عنوان یک زن تاثیرگذار در جهان عرب و خاورمیانه یاد می‌شود. اسما آل ثانی همزمان با جام جهانی فوتبال مردان به میزبانی قطر دومین صعود خود به اورست را انجام داد. او در این سفر یک توپ فوتبال ساخته شرکت آدیداس برای جام جهانی قطر را به صورت نمادین به قله اورست برد. این توپ که «الریحلا» به معنای «سفر» نام گرفت دارد، اولین توپ رسمی مسابقات جام جهانی قطر بود.

## دیگر فعالیت‌ها
اسما آل ثانی در اکثر صعودهای خود پرچم یونیسف را حمل کرده است. صعود او به قله کلیمانجارو در سال ۲۰۱۴ با هدف جمع آوری کمک برای آوارگان غزه صورت گرفت. او در سفر خود به قله وینسون در قطب جنوب پرچم کمیساریای عالی پناهندگان سازمان ملل را با هدف کمک به وضعیت اسفبار پناهندگان و آوارگی اجباری حمل کرد.  پرچم این سازمان را در در صعود به قله‌های اورست، لوتسه، کانچن جونگا و وینسون به نمایش گذاشته است. از او به عنوان یکی از حامیان توانمندسازی زنان یاد می‌شود. او همچنین به عنوان یک عضو ارشد کمیته ملی المپیک کشور قطر فعالیت می‌کند.